# فريديريك بونيفاس
فريديريك بونيفاس (بالفرنسية: Frédéric Boniface)‏ هو لاعب كرة قدم فرنسي في مركز الهجوم، ولد في 12 أكتوبر 1971 في باريس في فرنسا. لعب مع ستاد ريمس ونادي باريس ونادي بولون ونادي تشيربورغ ونادي ديجون ونادي فريجوس ونادي كلايد.

## وصلات خارجية
- فريديريك بونيفاس على موقع قاعدة بيانات كرة القدم.إي يو (الإنجليزية)
- فريديريك بونيفاس على موقع Soccerbase.com (لاعب) (الإنجليزية)